# Piesau
Piesau là một đô thị thuộc huyện Saalfeld-Rudolstadt, trong bang Thüringen, nước Đức. Đô thị Piesau có diện tích 7,86 km².